# Тофт Хансен, Рене
Рене Тофт Хансен (дат. René Toft Hansen; род. 1 ноября 1984 года) — датский гандболист, игрок клуба «Бйеррингбро-Силькеборг» и сборной Дании. Олимпийский чемпион 2016 года, чемпион мира 2019 года, чемпион Европы 2012 года, чемпион мира среди юниоров 2005 года.

## Карьера

### Клубная
Рене Тофт Хансен начинал карьеру, играя в чемпионате Дании за клубы Морс-Ти Гандбол, ГК Виборг, Колдинг, ГК Копенгаген. В 2012 году Рене Тофт Хансен перешёл в Киль, в составе которого выиграл 3 раза чемпионат Германии. Всего за ГК Киль, во всех турнирах, Рене Тофт Хансен сыграл 191 матч и забросил 359 голов. Рене Тофт Хансен заключил двухлетний контракт с португальским клубом Бенфика

### В сборной
Рене Тофт Хансен выступает за сборную Дании с 2005 года. Дебют Рене Тофт Хансена в сборной Дании состоялся 7 сентября 2005 года. Всего за сборную Рене Тофт Хансен сыграл 103 матча и забил 163 гола.

## Титулы
- Чемпион Дании: 2009, 2011, 2012
- Чемпион Германии: 2013, 2014, 2015
- Обладатель кубка Германии: 2013
- Обладатель суперкубка Германии: 2014, 2015
- Победитель чемпионата Европы: 2012
- Победитель летних Олимпийских игр: 2016

## Статистика
Статистика Рене Тофт Хансена за сезон 2017/18 указана на 5.6.2018
| Сезон          | Клуб    | Лига       | Матчи | Голы | 7-метр | Голы |
| -------------- | ------- | ---------- | ----- | ---- | ------ | ---- |
| 2012/13        | ГК Киль | Бундеслига | 28    | 60   | 0      | 60   |
| 2013/14        | ГК Киль | Бундеслига | 34    | 78   | 0      | 78   |
| 2014/15        | ГК Киль | Бундеслига | 36    | 65   | 0      | 65   |
| 2015/16        | ГК Киль | Бундеслига | 18    | 21   | 0      | 21   |
| 2016/17        | ГК Киль | Бундеслига | 25    | 26   | 0      | 26   |
| 2017/18        | ГК Киль | Бундеслига | 17    | 16   | 0      | 16   |
| 2012 — по н.в. | Итого   | Бундеслига | 158   | 266  | 0      | 266  |